# Danh sách phim TVB năm 2008
Đây là danh sách phim truyền hình do TVB phát hành hoặc phát sóng năm 2008.

## Top 10 phim rating cao nhất
| Xếp hạng | Tên                   | Tên tiếng Anh                 | Tên tiếng Trung    | Điểm số | Lượt xem tại Hồng Kông |
| -------- | --------------------- | ----------------------------- | ------------------ | ------- | ---------------------- |
| 1        | Sức mạnh tình thân    | Moonlight Resonance           | 溏心風暴之家好月圓 | 35      | 2.22 triệu             |
| 2        | Đội điều tra đặc biệt | D.I.E.                        | 古靈精探           | 34      | 2.14 triệu             |
| 3        | Mẹ chồng nàng dâu     | Wars of In-Laws II            | 野蠻奶奶大戰戈師奶 | 33      | 2.07 triệu             |
| 4        | Bằng chứng thép II    | Forensic Heroes II            | 法證先鋒II         | 32      | 2.04 triệu             |
| 5        | Đấu trí               | Catch Me Now                  | 原來愛上賊         | 32      | 2.00 triệu             |
| 6        | Hào môn dậy sóng      | The Silver Chamber of Sorrows | 银楼金粉           | 31      | 1.93 triệu             |
| 7        | Tình yêu và thù hận   | Love Exchange                 | 疑情別戀           | 30      | 1.91 triệu             |
| 8        | Quy luật sống còn II  | Survivor's Law II             | 律政新人王Ⅱ        | 30      | 1.88 triệu             |
| 9        | Kim Thạch lương duyên | A Journey Called Life         | 金石良缘           | 30      | 1.88 triệu             |
| 10       | Khi chó yêu mèo       | When a Dog Loves a Cat        | 当狗爱上猫         | 30      | 1.87 triệu             |

## Dòng phim thứ nhất
| Công chiếu             | Tên                 | Tên tiếng Anh          | Số tập | Diễn viên | Thể loại            | Ghi chú | Website                                                               |
| ---------------------- | ------------------- | ---------------------- | ------ | --- | ------------------- | ------- | --------------------------------------------------------------------- |
| 12/03/2007- 7/08/2008  | Quan hệ đồng nghiệp | Best Selling Secrets   | 364    | Quan Vịnh Hà, Kim Yến Linh, Giang Hân Yến, Thái Kỳ Tuấn, Thạch Tu, Âu Cẩm Đường, Geoffrey Wong, Trần Tự Dao, Vương Tổ Lam, Lê Diệu Tường, Quách Thiểu Vân, Vương Hy, Trần Nhân Mỹ | Hiện đại, Hài kịch  |         | Official website Lưu trữ ngày 20 tháng 8 năm 2007 tại Wayback Machine |
| 25/08- 17/10           | Truyền tích thần kỳ | Legend of the Demigods | 22     | Trần Cẩm Hồng, Chung Gia Hân, Trần Hạo Dân, Đàm Tiểu Hoàn, Âu Cẩm Đường, Hồ Định Hân, Huệ Anh Hồng, Lý Tư Hân                                                                     | Cổ trang, Phiêu lưu |         | Official website                                                      |
| 20/10/2008- 12/02/2010 | Tình đồng nghiệp    | Off Pedder             | 337    | Mao Thuấn Quân, Giang Hân Yến, Ivan Ho, Ng Kwun Lai, Kim Yến Linh, Joyce Koi, Lê Diệu Tường, Vương Tổ Lam, Trịnh Hân Nghi, Quách Thiểu Vân, Âu Cẩm Đường, Từ Vinh, Trần Nhân Mỹ   | Hiện đại, Hài kịch  |         | Official website                                                      |

## Dòng phim thứ hai
| Công chiếu           | Tên                       | Tên tiếng Anh                                | Số tập | Diễn viên | Thể loại            | Ghi chú | Website                                                                |
| -------------------- | ------------------------- | -------------------------------------------- | ------ | --- | ------------------- | ------- | ---------------------------------------------------------------------- |
| 1/01- 27/01          | Mẹ chồng nàng dâu         | Wars of In-Laws II                           | 20     | Uông Minh Thuyên, Hồ Hạnh Nhi, Hoàng Tông Trạch, Đằng Lệ Danh, Quách Chính Hồng, Hứa Thiệu Hùng                    | Hiện đại, Hài kịch  |         | Official website Lưu trữ ngày 27 tháng 12 năm 2007 tại Wayback Machine |
| 28/01- 22/02         | Cái giá của danh vọng     | Wasabi Mon Amour                             | 20     | Đào Đại Vũ, Tô Ngọc Hoa, Tần Bái, Liêu Bích Nhi, Đằng Lệ Danh                                                      | Hiện đại            |         | Official website Lưu trữ ngày 29 tháng 1 năm 2008 tại Wayback Machine  |
| 25/02- 28/03         | Thái Cực                  | The Master of Tai Chi                        | 25     | Triệu Văn Trác, Lâm Phong, Ngô Mỹ Hành, Hồ Hạnh Nhi, Mã Quốc Minh, Lý Thi                                          | Hành động           |         | Official website Lưu trữ ngày 26 tháng 2 năm 2008 tại Wayback Machine  |
| 31/03- 25/04         | Kim Thạch lương duyên     | A Journey Called Life                        | 20     | Mã Tuấn Vỹ, Trịnh Tắc Sĩ, Chung Gia Hân, Trần Pháp Lạp, Tào Vĩnh Liêm                                              | Hiện đại            |         | Official website Lưu trữ ngày 2 tháng 4 năm 2008 tại Wayback Machine   |
| 28/04- 23/05         | Hào môn dậy sóng          | The Silver Chamber of Sorrows                | 21     | Tiết Gia Yến, Tần Bái, Ng Wai Kwok, Ngũ Vịnh Vi, Dương Tư Kỳ                                                       | Cổ trang            |         | Official website Lưu trữ ngày 8 tháng 5 năm 2008 tại Wayback Machine   |
| 26/05- 20/06         | Nữ hoàng cổ phiếu         | The Money-Maker Recipe                       | 21     | Tạ Thiên Hoa, Thương Thiên Nga, Lâm Gia Hoa, Đằng Lệ Danh                                                          | Hiện đại            |         | Official website Lưu trữ ngày 26 tháng 5 năm 2008 tại Wayback Machine  |
| 23/06- 21/07         | Lời nói ngọt ngào         | Speech of Silence                            | 20     | Từ Tử San, Mã Quốc Minh, Lê Nặc Ý, Diêu Gia Ni, Diêu Tử Linh                                                       | Hiện đại            |         | Official website Lưu trữ ngày 2 tháng 7 năm 2008 tại Wayback Machine   |
| 21/07- 15/08         | Khi chó yêu mèo           | When a Dog Loves a Cat                       | 20     | La Gia Lương, Hồ Hạnh Nhi, Margie Tsang, David Lui, Hoàng Hạo Nhiên, Liêu Bích Nhi                                 | Hiện đại            |         | Official website Lưu trữ ngày 21 tháng 7 năm 2008 tại Wayback Machine  |
| 25/08- 19/09         | Oan gia tương phùng       | Your Class or Mine                           | 20     | Âu Dương Chấn Hoa, Đặng Tụy Văn, Hứa Thiệu Hùng, Quách Chính Hồng, La Trọng Khiêm                                  | Hiện đại            |         | Official website                                                       |
| 22/09- 24/10         | Thiếu niên tứ đại danh bộ | The Four                                     | 24     | Lâm Phong, Ngô Trác Hy, Mã Quốc Minh, Trần Kiện Phong, Từ Tử San, Lý Thi                                           | Cổ trang, Kiếm hiệp |         | Official website                                                       |
| 27/10- 5/12          | Quyền lực của đồng tiền   | When Easterly Showers Fall on the Sunny West | 30     | Uông Minh Thuyên, Xa Thi Mạn, Mã Đức Chung, Hoàng Hạo Nhiên, Lý Thi, Lục Thi Vận, Tiêu Chính Nam, Thương Thiên Nga | Lịch sử             |         | Official website                                                       |
| 8/12/2008- 2/01/2009 | Thế giới ảo               | Pages of Treasures                           | 20     | Lê Diệu Tường, Quách Thiện Ni, Dương Tư Kỳ, Eric Suen, Dương Tú Huệ, Tần Bái                                       | Hiện đại            |         | Official website                                                       |

## Dòng phim thứ ba
| Công chiếu             | Tên                   | Tên tiếng Anh           | Số tập | Diễn viên | Thể loại            | Ghi chú   | Website                                                                |
| ---------------------- | --------------------- | ----------------------- | ------ | --- | ------------------- | --------- | ---------------------------------------------------------------------- |
| 24/12/2007- 18/01/2008 | Quy luật sống còn II  | Survivor's Law II       | 20     | Mã Quốc Minh, Trần Kiện Phong, Quan Ân, Lý Thi                                                                                              | Hiện đại            |           | Official website Lưu trữ ngày 23 tháng 12 năm 2007 tại Wayback Machine |
| 21/01- 15/02           | Mưu dũng kỳ phùng II  | The Gentle Crackdown II | 20     | Mã Tuấn Vỹ, Trịnh Hy Di, Lê Diệu Tường, Hạ Vũ                                                                                               | Cổ trang, Hài kịch  |           | Official website Lưu trữ ngày 20 tháng 1 năm 2008 tại Wayback Machine  |
| 18/02- 15/03           | Hạnh phúc ảo          | The Seventh Day         | 20     | Trịnh Gia Dĩnh, Chu Lệ Kỳ, Hoàng Tông Trạch, Đường Thi Vịnh                                                                                 | Hiện đại, Tình cảm  |           | Official website Lưu trữ ngày 14 tháng 2 năm 2008 tại Wayback Machine  |
| 17/03- 18/04           | Đội điều tra đặc biệt | D.I.E.                  | 25     | Quách Tấn An, Quách Thiện Ni, Mã Quốc Minh, Margie Tsang, Quách Chính Hồng                                                                  | Hiện đại, Hành động |           | Official website Lưu trữ ngày 2 tháng 7 năm 2008 tại Wayback Machine   |
| 21/04- 16/05           | Đấu trí               | Catch Me Now            | 20     | Lưu Tùng Nhân, Trần Ngọc Liên, Mã Đức Chung, Trần Pháp Lạp                                                                                  | Hiện đại, Hành động |           | Official website Lưu trữ ngày 12 tháng 7 năm 2008 tại Wayback Machine  |
| 19/05- 27/06           | Bằng chứng thép II    | Forensic Heroes II      | 30     | Âu Dương Chấn Hoa, Xa Thi Mạn, Trịnh Gia Dĩnh, Lâm Văn Long, Mông Gia Tuệ                                                                   | Hiện đại            |           | Official website Lưu trữ ngày 22 tháng 7 năm 2008 tại Wayback Machine  |
| 30/06- 25/07           | Tình yêu và thù hận   | Love Exchange           | 20     | Miêu Kiều Vỹ, Viên Vịnh Nghi, Điền Nhị Ni, Trần Quốc Bang                                                                                   | Hiện đại, Thriller  |           | Official website Lưu trữ ngày 3 tháng 7 năm 2008 tại Wayback Machine   |
| 28/07- 21/09           | Sức mạnh tình thân    | Moonlight Resonance     | 40     | Lý Tư Kỳ, Hạ Vũ, Quan Cúc Anh, Mễ Tuyết, Lâm Phong, Trần Hào, Dương Di, Chung Gia Hân, Từ Tử San, Trần Pháp Lạp, Lê Nặc Ý, Hoàng Tông Trạch | Hiện đại            | Dự án lớn | Official website                                                       |
| 22/09- 18/10           | Tìm lại một nửa       | Last One Standing       | 21     | Quách Tấn An, Trịnh Gia Dĩnh, Mông Gia Tuệ, Thương Thiên Nga, Diêu Tử Linh, Trần Mỹ Thi                                                     | Hiện đại            |           | Official website                                                       |
| 20/10/2008- 13/02/2009 | Lấy chồng giàu sang   | The Gem of Life         | 82     | Lê Tư, Thái Thiếu Phân, Thiệu Mỹ Kỳ, Trần Hào, Lâm Bảo Di, Lý Tư Kỳ, Hoàng Tông Trạch, Chung Gia Hân, Vương Hy                              | Hiện đại            | Dự án lớn | Official website                                                       |

## Phim Thứ Bảy
| Công chiếu  | Tên                   | Tên tiếng Anh   | Số tập | Diễn viên | Thể loại | Ghi chú | Website                                                              |
| ----------- | --------------------- | --------------- | ------ | --- | -------- | ------- | -------------------------------------------------------------------- |
| 16/06- 3/08 | Đường đua chiến thắng | Dressage to Win | 9      | Vệ Thi Nhã, Hồng Trác Lập, Wylie Chiu, Ryan Lam, La Trọng Khiêm, Cung Gia Hân, Kimmy Kwan, Carlos Chan, Hứa Chí An, Diệp Thúy Thúy, Thạch Tu, Mandy Lieu | Hiện đại |         | Official website Lưu trữ ngày 2 tháng 7 năm 2008 tại Wayback Machine |